# Чинакал Микола Андрійович
Микола Андрійович Чинакал (1888-1979) — радянський вчений в галузі гірничої справи. Член-кореспондент АН СРСР. Герой Соціалістичної Праці. Лауреат Ленінської премії та Сталінської премії третього ступеня.

## Біографія
Народився 7 (19 листопада) 1888 року в селі Нур-Алі в Криму.
У 1912 році закінчив Катеринославське гірниче училище (нині Національний технічний університет «Дніпровська політехніка»).
До 1921 року працював на шахтах Донбасу. Запровадив на рудниках восьмигодинний робочий день, за що позбувся своєї посади. Був делегатом на Другому з'їзді гірників в Москві. Брав участь в розробці технічного плану відновлення, реконструкції та оновлення шахт Донбасу.
З 1923 року Чинакал працює в тресті «Донвугілля» і протягом п'яти років займається втіленням цієї програми в життя. У ці роки від нього надходить маса цікавих технічних пропозицій — двотонні ширококолійні вагонетки, 200-вольтна напруга для всього підземного обладнання та ін. В 1924—1925 роках відправляється у відрядження в складі делегації, очолюваної О. О. Скочинським, для вивчення досвіду роботи гірничих підприємств США, Англії та Німеччини. В результаті роботи Чинакала завідувачем відділу механізації в «Донвугіллі» ступінь механізації на шахтах зросла більш ніж в шістнадцять разів.
У 1928 році репресований у «Шахтинській справі» і засланий в Сибір. Вирок за статтями 58-7, 58-11 КК СРСР: 6 років позбавлення волі, 3 роки позбавлення прав, конфіскація третини майна. Працював в Ленінську-Кузнецькому (Кузбас) на шахті «Ємельянівська». У 1930 році вступив на посаду заступника головного інженера проектно-будівельного бюро (ПП ГПТУ, Новосибірськ). Пізніше його направили на постійну роботу в «Кузбассуголь». На новому місці пройшов шлях від інженера до заступника начальника проектного відділу. За його участю і під керівництвом були переглянуті проекти дванадцяти старих шахт, здані в експлуатацію десять нових. Був ініціатором проекту Зав'ялівського рудника Гортоптреста в Новосибірську.
У 1935 році в Кузбасі запропонував конструкцію так званого щита Чинакала, а також щитову систему для розробки потужних вугільних пластів. У 1940—1944 роках Чинакал завідує кафедрою шахтного будівництва в Томському індустріальному інституті, йому присвоюють ступінь доктора технічних наук і звання професора без захисту дисертації.
У 1944—1973 роках директор Інституту гірничої справи СВ АН CPCP (до 1957 — Гірничо-геологічний інститут Західно-Сибірської філії Академії Наук CPCP). Основні праці присвячені створенню та вдосконаленню системи розробки потужних пластів вугілля з пересувним кріпленням.
З 1958 року — член-кореспондент АН СРСР; йому належить особисто і в співавторстві понад 200 робіт і 27 авторських свідоцтв.
Помер 25 грудня 1979 року. Похований в Новосибірську на Заєльцовському цвинтарі.
У 2010 році Інституту гірничої справи СВ РАН присвоюється ім'я директора-організатора інституту М. А. Чинакала.

## Нагороди та звання
- Герой Соціалістичної Праці (1967)
- Заслужений діяч науки і техніки РРФСР (1959)
- Ленінська премія (1966) — за розробку наукових основ, створення і впровадження у виробництво комплексу високопродуктивних механізмів для буріння свердловин в підземних умовах
- Сталінська премія третього ступеня (1943) — за розробку та освоєння методу щитової розробки потужних крутопохилих пластів вугілля
- Орден Леніна (1948; 1960);
- Два ордена Трудового Червоного Прапора (1942, 1960);
- Знак «Шахтарська слава» трьох ступенів
- Медалі

## Вибрані праці
- Чинакал Н.Л. Выемка угля при помощи щита // Известия Томского политехнического института [Известия ТПИ]. — 1946. — Т. 62, вип. 2 (23 березня). — С. 9—25.